# Stała Maerckera
Stała Maerckera – stanowi podstawę obliczania skrobiowości ziemniaków metodami hydrostatycznymi. Określa średnią zawartość substancji nieskrobiowych obecnych w suchej masie ziemniaka. Ilość substancji nieskrobiowych, w przeciwieństwie do zawartości skrobi, ulega zmianom tylko w niewielkim stopniu i wynosi średnio 5,75% masy ziemniaka.
Substancje nieskrobiowe w ziemniakach (średnia zawartość):
1,70% – węglowodany nieulegające fermentacji (w tym kwasy organiczne ~0,6%),
2,00% – związki azotowe,
0,15% – tłuszcze,
0,90% – włókno surowe,
1,00% – popiół.